# Puznówka
Puznówka es un pueblo de Polonia, en Mazovia. Se encuentra en el distrito (Gmina) de Pilawa, perteneciente al condado (Powiat) de Garwolin. Se encuentra aproximadamente a 5 km al noreste de Pilawa, 10 km al norte de Garwolin, y a 48 km al sureste de Varsovia. 
Entre 1975 y 1998 perteneció al voivodato de Siedlce.